# Olympische Jugend-Winterspiele 2020/Teilnehmer (Vereinigte Staaten)
| Gelbes Symbol für Goldmedaillen mit stilisierten Olympischen Ringen | Graues Symbol für Silbermedaillen mit stilisierten Olympischen Ringen | Braundes Symbol für Bronzemedaillen mit stilisierten Olympischen Ringen |
| ------------------------------------------------------------------- | --------------------------------------------------------------------- | ----------------------------------------------------------------------- |
| 2                                                                   | 3                                                                     | 6                                                                       |

Die Vereinigten Staaten nahmen an den Olympischen Jugend-Winterspielen 2020 im Schweizerischen Lausanne mit 96 Athleten (59 Jungen und 37 Mädchen) in 16 Sportarten teil.

## Medaillen

### Medaillenspiegel
| Rang   | Sportart         | Gold | Silber | Bronze | Gesamt |
| ------ | ---------------- | ---- | ------ | ------ | ------ |
| 1      | Freestyle-Skiing | 1    | 2      | 2      | 5      |
| 2      | Snowboard        | 1    | —      | —      | 1      |
| 3      | Eishockey        | —    | 1      | —      | 1      |
| 4      | Skilanglauf      | —    | —      | 2      | 2      |
| 5      | Eiskunstlauf     | —    | —      | 1      | 1      |
| 5      | Eisschnelllauf   | —    | —      | 1      | 1      |
| Gesamt | Gesamt           | 2    | 3      | 6      | 11     |

### Medaillengewinner
| Name/n | Sportart         | Wettkampf       |
| --- | ---------------- | --------------- |
| Gold |                  |                 |
| Kiernan Fagan | Freestyle-Skiing | Slopestyle      |
| Dusty Henricksen | Snowboard        | Slopestyle      |
| Jonathan So 1 | Shorttrack       | Teamstaffel     |
| Silber |                  |                 |
| Hunter Carey | Freestyle-Skiing | Halfpipe        |
| Kiernan Fagan | Freestyle-Skiing | Big Air         |
| Vinny Borgesi Gavin Brindley Hunter Brzustewicz Seamus Casey Ryan Chesley Tyler Duke Maddox Fleming Cutter Gauthier Isacc Howard Isaac Hutson Cruz Lucius Rutger McGroarty Frank Nazar Dylan Silverstein Arthur Smith Jimmy Snuggerud Charlie Stramel | Eishockey        | Nationenturnier |
| Kate Wang Cate Fleming / Jedidah Isbell 1 | Eiskunstlauf     | Teamwettbewerb  |
| Bronze |                  |                 |
| Katarina Wolfkostin / Jeffrey Chen | Eiskunstlauf     | Eistanz         |
| Jonathan Tobon | Eisschnelllauf   | 1500 m          |
| Hanna Faulhaber | Freestyle-Skiing | Halfpipe        |
| Hunter Henderson | Freestyle-Skiing | Slopestyle      |
| Kendall Kramer | Skilanglauf      | 5 km klassisch  |
| Will Koch | Skilanglauf      | 10 km klassisch |
| Jonathan Tobon 1 | Eisschnelllauf   | Teamsprint      |

## Teilnehmer nach Sportarten

### Biathlon
| Athleten                                               | Wettbewerbe          | Zeit        | Fehler       | Rang |
| ------------------------------------------------------ | -------------------- | ----------- | ------------ | ---- |
| Jungen                                                 |                      |             |              |      |
| Etienne Bordes                                         | 7,5 km Sprint        | 21:45,2 min | 2 (1+1)      | 34   |
| Etienne Bordes                                         | 12 km Einzel         | 42:39,8 min | 8 (2+3+2+1)  | 76   |
| Van Ledger                                             | 7,5 km Sprint        | 23:49,6 min | 5 (1+4)      | 75   |
| Van Ledger                                             | 12 km Einzel         | 41:03,5 min | 6 (3+2+0+1)  | 59   |
| Cale Woods                                             | 7,5 km Sprint        | 23:15,3 min | 4 (2+2)      | 64   |
| Cale Woods                                             | 12 km Einzel         | 41:24,3 min | 6 (0+3+0+3)  | 64   |
| Mädchen                                                |                      |             |              |      |
| Kaisa Bosek                                            | 6 km Sprint          | 21:38,0 min | 2 (1+1)      | 55   |
| Kaisa Bosek                                            | 10 km Einzel         | 36:30,8 min | 2 (0+0+2+0)  | 18   |
| Maja Lapkass                                           | 6 km Sprint          | 2 (1+1)     | 4 (2+2)      | 70   |
| Maja Lapkass                                           | 10 km Einzel         | 41:38,3 min | 10 (1+4+2+3) | 69   |
| Margaret Madigan                                       | 6 km Sprint          | 22:07,4 min | 2 (1+1)      | 65   |
| Margaret Madigan                                       | 10 km Einzel         | 39:59,8 min | 8 (3+2+1+2)  | 55   |
| Mixed                                                  |                      |             |              |      |
| Kaisa Bosek Van Ledger                                 | Single Mixed-Staffel | 48:30,2 min | 0+4 4+7      | 21   |
| Kaisa Bosek Margaret Madigan Etienne Bordes Cale Woods | Mixed-Staffel        | 1:21:20,9 h | 0+6 3+9      | 19   |

### Bob
| Athlet        | Wettbewerb | Lauf 1      | Lauf 1 | Lauf 2      | Lauf 2 | Gesamt      | Gesamt |
| Athlet        | Wettbewerb | Zeit        | Rang   | Zeit        | Rang   | Zeit        | Rang   |
| ------------- | ---------- | ----------- | ------ | ----------- | ------ | ----------- | ------ |
| Jungen        |            |             |        |             |        |             |        |
| Bridger Stone | Monobob    | 1:13,47 min | 6      | 1:13,33 min | 10     | 2:26,80 min | 9      |
| Mädchen       |            |             |        |             |        |             |        |
| Maddy Cohen   | Monobob    | 1:16,06 min | 15     | 1:15,91 min | 15     | 2:31,97 min | 14     |

### Curling
| Wettbewerb    | Mixed-Team                                                     |
| ------------- | -------------------------------------------------------------- |
| Athleten      | Ethan Hebert Kaitlin Murphy Charlie Thompson Alina Tschumakow  |
| Vorrunde      | Italien 3:7 Lettland 8:0 Japan 2:8 Tschechien 4:6 Schweden 3:8 |
| Viertelfinale | ausgeschieden                                                  |
| Halbfinale    | ausgeschieden                                                  |
| Finale        | ausgeschieden                                                  |
| Platzierung   | 19                                                             |

Im Mixed-Doppel, kam der Partner immer aus einem anderen Land, somit spielten nur gemischte Mannschaften in diesem Wettbewerb mit.
| Athleten                            | Wettbewerb   | 1. Runde                      | 1. Runde | 2. Runde                     | 2. Runde      | 3. Runde      | 3. Runde      | 4. Runde      | 4. Runde      | Halbfinale    | Halbfinale    | Finale/Platz 3 | Finale/Platz 3 | Rang |
| Athleten                            | Wettbewerb   | Gegner                        | Erg      | Gegner                       | Erg           | Gegner        | Erg           | Gegner        | Erg           | Gegner        | Erg           | Gegner         | Erg            | Rang |
| ----------------------------------- | ------------ | ----------------------------- | -------- | ---------------------------- | ------------- | ------------- | ------------- | ------------- | ------------- | ------------- | ------------- | -------------- | -------------- | ---- |
| Mixed                               |              |                               |          |                              |               |               |               |               |               |               |               |                |                |      |
| Alina Tschumakow Francesco De Zanna | Mixed Doppel | Park You-been Robert Kamiński | 7:8      | ausgeschieden                | ausgeschieden | ausgeschieden | ausgeschieden | ausgeschieden | ausgeschieden | ausgeschieden | ausgeschieden | ausgeschieden  | ausgeschieden  | 25   |
| Malin Da Ros Ethan Hebert           | Mixed Doppel | Anna Lasmane William Becker   | 4:10     | ausgeschieden                | ausgeschieden | ausgeschieden | ausgeschieden | ausgeschieden | ausgeschieden | ausgeschieden | ausgeschieden | ausgeschieden  | ausgeschieden  | 25   |
| Kaitlin Murphy Jaedon Neuert        | Mixed Doppel | Hannah Farries Kadir Polat    | 8:4      | Liza Gregori Maximilian Winz | 6:8           | ausgeschieden | ausgeschieden | ausgeschieden | ausgeschieden | ausgeschieden | ausgeschieden | ausgeschieden  | ausgeschieden  | 13   |
| Kim Sutor Charlie Thompson          | Mixed Doppel | Maelle Vergnaud Grunde Buraas | 5:7      | ausgeschieden                | ausgeschieden | ausgeschieden | ausgeschieden | ausgeschieden | ausgeschieden | ausgeschieden | ausgeschieden | ausgeschieden  | ausgeschieden  | 25   |

### Eishockey
| Wettbewerb  | Jungen |
| ----------- | --- |
| Athleten    | Vinny Borgesi Gavin Brindley Hunter Brzustewicz Seamus Casey Ryan Chesley Tyler Duke Maddox Fleming Cutter Gauthier Isacc Howard Isaac Hutson Cruz Lucius Rutger McGroarty Frank Nazar Dylan Silverstein Arthur Smith Jimmy Snuggerud Charlie Stramel |
| Vorrunde    | Finnland 7:5 Schweiz 8:2 |
| Halbfinale  | Kanada 2:1 |
| Finale      | Russland 0:4 |
| Platzierung | Silber |

### Eiskunstlauf
| Athleten                          | Wettbewerbe | Kurzprogramm/-tanz | Kurzprogramm/-tanz | Kür/Kürtanz | Kür/Kürtanz | Gesamt | Gesamt |
| Athleten                          | Wettbewerbe | Punkte             | Rang               | Punkte      | Rang        | Punkte | Rang   |
| --------------------------------- | ----------- | ------------------ | ------------------ | ----------- | ----------- | ------ | ------ |
| Jungen                            |             |                    |                    |             |             |        |        |
| Liam Kapeikis                     | Einzel      | 49,57              | 14                 | 112,02      | 9           | 161,59 | 10     |
| Mädchen                           |             |                    |                    |             |             |        |        |
| Audrey Shin                       | Einzel      | 60,36              | 7                  | 116,31      | 7           | 176,67 | 7      |
| Kate Wang                         | Einzel      | 54,75              | 10                 | 86,42       | 14          | 141,17 | 13     |
| Mixed                             |             |                    |                    |             |             |        |        |
| Katarina Wolfkostin Jeffrey Chen  | Eistanz     | 57,02              | 5                  | 95,41       | 3           | 152,43 | Bronze |
| Catherine Fleming Jedidiah Isbell | Paarlauf    | 49,87              | 4                  | 88,10       | 6           | 137,97 | 6      |

| Athleten | Wettbewerb     | Jungen Einzel | Jungen Einzel | Mädchen Einzel | Mädchen Einzel | Paarlauf | Paarlauf | Eistanz | Eistanz  | Gesamt   | Gesamt |
| Athleten | Wettbewerb     | Punkte        | Teampkt.      | Punkte         | Teampkt.       | Punkte   | Teampkt. | Punkte  | Teampkt. | Teampkt. | Rang   |
| --- | -------------- | ------------- | ------------- | -------------- | -------------- | -------- | -------- | ------- | -------- | -------- | ------ |
| Mixed |                |               |               |                |                |          |          |         |          |          |        |
| Team Focus Yuma Kagiyama Kate Wang Cate Fleming / Jedidah Isbell Sofja Tjutjunina / Alexander Schustizki            | Teamwettbewerb | 157,62        | 8             | 101,84         | 4              | 91,34    | 3        | 96,89   | 7        | 22       | Silber |
| Team Determination Cha Young-hyun Nella Pelkonen Brooke McIntosh / Brandon Toste Katarina Wolfkostin / Jeffrey Chen | Teamwettbewerb | 133,13        | 6             | 91,27          | 2              | 96,73    | 5        | 90,41   | 5        | 18       | 4      |
| Team Hope Liam Kapeikis Maïa Mazzara Letizia Roscher / Luis Schuster Miku Makita / Tyler Gunara                     | Teamwettbewerb | 117,28        | 5             | 103,36         | 5              | 78,28    | 1        | 89,87   | 4        | 15       | 8      |

### Eisschnelllauf
| Athleten                                                                     | Wettbewerbe | Zeit        | Rang   |
| ---------------------------------------------------------------------------- | ----------- | ----------- | ------ |
| Jungen                                                                       |             |             |        |
| Jordan Stolz                                                                 | 500 m       | 37,34 s     | 5      |
| Jordan Stolz                                                                 | 1500 m      | 2:02,84 min | 21     |
| Jonathan Tobon                                                               | 500 m       | 37,78 s     | 8      |
| Jonathan Tobon                                                               | 1500 m      | 1:55,67 min | Bronze |
| Mixed                                                                        |             |             |        |
| Team 5 Amalie Haugland Kim Min-hui Oddbjørn Mellemstrand Jordan Stolz        | Teamsprint  | DSQ         | DSQ    |
| Team 14 Ramona Ionel Walerija Sorokoletowa Tuukka Suomalainen Jonathan Tobon | Teamsprint  | 2:05,96 min | Bronze |

| Athleten       | Wettbewerbe | Halbfinale | Halbfinale  | Halbfinale | Finale        | Finale        | Finale        | Rang          |
| Athleten       | Wettbewerbe | Punkte     | Zeit        | Rang       | Punkte        | Zeit          | Rang          | Rang          |
| -------------- | ----------- | ---------- | ----------- | ---------- | ------------- | ------------- | ------------- | ------------- |
| Jungen         |             |            |             |            |               |               |               |               |
| Jordan Stolz   | Massenstart | DNF        | DNF         | DNF        | ausgeschieden | ausgeschieden | ausgeschieden | ausgeschieden |
| Jonathan Tobon | Massenstart | 12         | 6:32,83 min | 3          | 1             | 6:30,97 min   | 8             | 8             |

### Freestyle-Skiing
| Athleten         | Wettbewerbe | Qualifikation | Qualifikation | Finale        | Finale        | Rang   |
| Athleten         | Wettbewerbe | Punkte        | Rang          | Punkte        | Rang          | Rang   |
| ---------------- | ----------- | ------------- | ------------- | ------------- | ------------- | ------ |
| Jungen           |             |               |               |               |               |        |
| Hunter Henderson | Big Air     | 87,50         | 1             | 175,25        | 4             | 4      |
| Hunter Henderson | Halfpipe    | DNS           | DNS           | DNS           | DNS           | DNS    |
| Hunter Henderson | Slopestyle  | 80,33         | 4             | 88,66         | 3             | Bronze |
| Kiernan Fagan    | Big Air     | 79,00         | 6             | 183,00        | 2             | Silber |
| Kiernan Fagan    | Slopestyle  | 83,00         | 3             | 90,66         | 1             | Gold   |
| Hunter Carey     | Halfpipe    | 81,66         | 2             | 86,00         | 2             | Silber |
| Connor Ladd      | Halfpipe    | 54,66         | 9             | 73,33         | 5             | 5      |
| Mädchen          |             |               |               |               |               |        |
| Jenna Riccomini  | Big Air     | 77,66         | 4             | 128,50        | 5             | 5      |
| Jenna Riccomini  | Halfpipe    | 46,00         | 12            | ausgeschieden | ausgeschieden | 12     |
| Jenna Riccomini  | Slopestyle  | 59,25         | 10            | 52,00         | 8             | 8      |
| Montana Osinski  | Big Air     | 30,00         | 16            | ausgeschieden | ausgeschieden | 16     |
| Montana Osinski  | Slopestyle  | 58,50         | 11            | 42,50         | 10            | 10     |
| Hanna Faulhaber  | Halfpipe    | 80,33         | 3             | 77,33         | 3             | Bronze |
| Riley Jacobs     | Big Air     | 63,00         | 10            | 106,00        | 8             | 8      |
| Riley Jacobs     | Halfpipe    | 69,00         | 5             | 60,33         | 6             | 6      |

| Athleten    | Wettbewerbe | Vorrunde | Halbfinale    | Finale        | Rang |
| Athleten    | Wettbewerbe | Rang     | Rang          | Rang          | Rang |
| ----------- | ----------- | -------- | ------------- | ------------- | ---- |
| Jungen      |             |          |               |               |      |
| Eli Derrick | Skicross    | 10       | ausgeschieden | ausgeschieden | 19   |

### Nordische Kombination
| Athleten                                                                                | Wettbewerb                          | Skispringen | Skispringen | Skispringen | Langlauf    | Langlauf | Rang |
| Athleten                                                                                | Wettbewerb                          | Weite       | Punkte      | Rang        | Zeit        | Rang     | Rang |
| --------------------------------------------------------------------------------------- | ----------------------------------- | ----------- | ----------- | ----------- | ----------- | -------- | ---- |
| Jungen                                                                                  |                                     |             |             |             |             |          |      |
| Carter Brubaker                                                                         | Normalschanze / 6 km                | DNS         | DNS         | DNS         | DNS         | DNS      | DNS  |
| Niklas Malacinski                                                                       | Normalschanze / 6 km                | 85,5 m      | 116,9       | 3           | 15:32,9 min | 10       | 5    |
| Mädchen                                                                                 |                                     |             |             |             |             |          |      |
| Tess Arnone                                                                             | Normalschanze / 4 km                | 71,0 m      | 86,7        | 15          | 14:18,0     | 12       | 14   |
| Alexa Brabec                                                                            | Normalschanze / 4 km                | 69,5 m      | 88,8        | 14          | 14:18,4     | 15       | 15   |
| Mixed                                                                                   |                                     |             |             |             |             |          |      |
| Tess Arnone Niklas Malacinski Annika Belshaw Erik Belshaw Sydney Palmer-Leger Will Koch | Staffel, Normalschanze / 4 × 3,3 km | –           | 385,5       | 7           | 32:45,4 min | 7        | 6    |

### Rennrodeln
| Athlet                                                 | Wettbewerb   | Lauf 1   | Lauf 1 | Lauf 2   | Lauf 2 | Gesamt       | Gesamt |
| Athlet                                                 | Wettbewerb   | Zeit     | Rang   | Zeit     | Rang   | Zeit         | Rang   |
| ------------------------------------------------------ | ------------ | -------- | ------ | -------- | ------ | ------------ | ------ |
| Jungen                                                 |              |          |        |          |        |              |        |
| Matthew Greiner                                        | Einsitzer    | 54,897 s | 9      | 54,833 s | 7      | 1:49,730 min | 9      |
| Hunter Harris                                          | Einsitzer    | 55,725 s | 18     | 55,880 s | 16     | 1:51,605 min | 15     |
| Sam Day Sam Eckert                                     | Doppelsitzer | 55,624 s | 5      | 58,233 s | 9      | 1:53,857 min | 8      |
| Mädchen                                                |              |          |        |          |        |              |        |
| McKenna Mazlo                                          | Einsitzer    | 56,045 s | 14     | 56,047 s | 16     | 1:52,092 min | 15     |
| Maya Chan Reannyn Weiler                               | Doppelsitzer | 56,145 s | 3      | 57,095 s | 6      | 1:53,240 min | 4      |
| Mixed                                                  |              |          |        |          |        |              |        |
| McKenna Mazlo Matthew Greiner Maya Chan Reannyn Weiler | Teamstaffel  | –        | –      | –        | –      | 2:59,179 min | 7      |

### Shorttrack
| Athlet                                                                      | Wettbewerb  | Vorlauf      | Vorlauf | Viertelfinale | Viertelfinale | Halbfinale    | Halbfinale    | Finale                   | Finale        | Rang          |
| Athlet                                                                      | Wettbewerb  | Zeit         | Rang    | Zeit          | Rang          | Zeit          | Rang          | Zeit                     | Rang          | Rang          |
| --------------------------------------------------------------------------- | ----------- | ------------ | ------- | ------------- | ------------- | ------------- | ------------- | ------------------------ | ------------- | ------------- |
| Jungen                                                                      |             |              |         |               |               |               |               |                          |               |               |
| Jonathan So                                                                 | 500 m       | PEN          | PEN     | ausgeschieden | ausgeschieden | ausgeschieden | ausgeschieden | ausgeschieden            | ausgeschieden | ausgeschieden |
| Jonathan So                                                                 | 1000 m      | 1:30,428 min | 1       | 1:31,616 min  | 1             | 1:31,810 min  | 2             | 1:33,896 min             | 4             | 4             |
| Mädchen                                                                     |             |              |         |               |               |               |               |                          |               |               |
| Jenell Berhorst                                                             | 500 m       | 47,836 s     | 1       | 46,243 s      | 3             | ausgeschieden | ausgeschieden | ausgeschieden            | ausgeschieden | 9             |
| Jenell Berhorst                                                             | 1000 m      | PEN          | PEN     | ausgeschieden | ausgeschieden | ausgeschieden | ausgeschieden | ausgeschieden            | ausgeschieden | ausgeschieden |
| Hailey Choi                                                                 | 500 m       | 45,103 s     | 2       | 44,956 s      | 2             | 44,849 s      | 4             | Kleines Finale: 46,185 s | 7             | 7             |
| Hailey Choi                                                                 | 1000 m      | 1:35,837 min | 1       | 1:33,787 min  | 3             | ausgeschieden | ausgeschieden | ausgeschieden            | ausgeschieden | 13            |
| Mixed                                                                       |             |              |         |               |               |               |               |                          |               |               |
| Team B Kim Chan-seo Diede van Oorschot Shōgo Miyata Jonathan So             | Teamstaffel | –            | –       | –             | –             | 4:11,095 min  | 1             | 4:12,378 min             | 1             | Gold          |
| Team D Michelle Velzeboer Jenell Berhorst Zhang Tianyi Sanschar Schengissow | Teamstaffel | –            | –       | –             | –             | 4:13,578 min  | 3             | PEN                      | PEN           | PEN           |
| Team H Zhang Chutong Hailey Choi Lee Jeong-min Natthapat Kancharin          | Teamstaffel | –            | –       | –             | –             | 4:31,666 min  | 4             | B-Finale: 4:15,234 min   | 2             | 5             |

### Skeleton
| Athlet           | Lauf 1      | Lauf 1 | Lauf 2      | Lauf 2 | Gesamt      | Gesamt |
| Athlet           | Zeit        | Rang   | Zeit        | Rang   | Zeit        | Rang   |
| ---------------- | ----------- | ------ | ----------- | ------ | ----------- | ------ |
| Jungen           |             |        |             |        |             |        |
| Teddy Fitzsimons | 1:14,32 min | 19     | 1:13,75 min | 18     | 2:28,07 min | 18     |
| James McGuire    | 1:12,40 min | 16     | 1:10,91 min | 12     | 2:23,31 min | 16     |

### Ski Alpin
| Athleten                 | Wettbewerbe  | 1. Lauf     | 1. Lauf | 2. Lauf     | 2. Lauf | Gesamt      | Gesamt |
| Athleten                 | Wettbewerbe  | Zeit        | Rang    | Zeit        | Rang    | Zeit        | Rang   |
| ------------------------ | ------------ | ----------- | ------- | ----------- | ------- | ----------- | ------ |
| Jungen                   |              |             |         |             |         |             |        |
| Daniel Gillis            | Riesenslalom | DNF         | DNF     | DNF         | DNF     | DNF         | DNF    |
| Daniel Gillis            | Slalom       | 39,82 s     | 27      | 41,82 s     | 21      | 1:21,64 min | 20     |
| Daniel Gillis            | Super-G      | –           | –       | –           | –       | 56,32 s     | 25     |
| Daniel Gillis            | Kombination  | 56,32 s     | 25      | 36,42 s     | 26      | 1:32,74 min | 19     |
| Maxx Parys               | Riesenslalom | DNF         | DNF     | DNF         | DNF     | DNF         | DNF    |
| Maxx Parys               | Slalom       | 47,43 s     | 47      | DNF         | DNF     | DNF         | DNF    |
| Maxx Parys               | Super-G      | –           | –       | –           | –       | 59,01 s     | 46     |
| Maxx Parys               | Kombination  | 59,01 s     | 46      | 36,13 s     | 24      | 1:35,14 min | 29     |
| Trent Pennington         | Riesenslalom | 1:05,12 min | 14      | 1:06,20 min | 19      | 2:11,32 min | 17     |
| Trent Pennington         | Slalom       | DNF         | DNF     | DNF         | DNF     | DNF         | DNF    |
| Trent Pennington         | Super-G      | –           | –       | –           | –       | 55,88 s     | 20     |
| Trent Pennington         | Kombination  | 55,88 s     | 20      | DNF         | DNF     | DNF         | DNF    |
| Mädchen                  |              |             |         |             |         |             |        |
| Lauren Macuga            | Super-G      | –           | –       | –           | –       | DNF         | DNF    |
| Lauren Macuga            | Kombination  | DNF         | DNF     | DNF         | DNF     | DNF         | DNF    |
| Emma Resnick             | Riesenslalom | 1:06,37 min | 12      | 1:02,79 min | 1       | 2:09,16 min | 4      |
| Emma Resnick             | Slalom       | 46,97 s     | 14      | DNF         | DNF     | DNF         | DNF    |
| Emma Resnick             | Super-G      | –           | –       | –           | –       | 57,21 s     | 11     |
| Emma Resnick             | Kombination  | 57,21 s     | 11      | 39,00 s     | 14      | 1:36,21 min | 12     |
| Nicola Rountree-Williams | Riesenslalom | 1:05,95 min | 8       | 1:04,06 min | 8       | 2:10,01 min | 8      |
| Nicola Rountree-Williams | Slalom       | 47,29 s     | 18      | 45,84 s     | 13      | 1:33,13 min | 13     |
| Nicola Rountree-Williams | Super-G      | –           | –       | –           | –       | DNF         | DNF    |
| Nicola Rountree-Williams | Kombination  | DNF         | DNF     | DNF         | DNF     | DNF         | DNF    |

| Athleten                               | Wettbewerbe    | Achtelfinale | Achtelfinale | Viertelfinale | Viertelfinale | Halbfinale    | Halbfinale    | Finale/Platz 3 | Finale/Platz 3 | Rang |
| Athleten                               | Wettbewerbe    | Gegner       | Ergebnis     | Gegner        | Ergebnis      | Gegner        | Ergebnis      | Gegner         | Ergebnis       | Rang |
| -------------------------------------- | -------------- | ------------ | ------------ | ------------- | ------------- | ------------- | ------------- | -------------- | -------------- | ---- |
| Mixed                                  |                |              |              |               |               |               |               |                |                |      |
| Nicola Rountree-Williams Daniel Gillis | Teamwettbewerb | Argentinien  | 3:1          | Frankreich    | 2:2*          | ausgeschieden | ausgeschieden | ausgeschieden  | ausgeschieden  | 6    |

### Skibergsteigen
| Athleten                                                   | Wettbewerbe | Qualifikation | Qualifikation | Viertelfinale | Viertelfinale | Halbfinale    | Halbfinale    | Finale        | Finale        | Rang |
| Athleten                                                   | Wettbewerbe | Zeit          | Rang          | Zeit          | Rang          | Zeit          | Rang          | Zeit          | Rang          | Rang |
| ---------------------------------------------------------- | ----------- | ------------- | ------------- | ------------- | ------------- | ------------- | ------------- | ------------- | ------------- | ---- |
| Jungen                                                     |             |               |               |               |               |               |               |               |               |      |
| George Beck                                                | Einzel      | –             | –             | –             | –             | –             | –             | 53:51,21 min  | 12            | 12   |
| George Beck                                                | Sprint      | 3:06,06 min   | 14            | 3:04,40 min   | 5             | ausgeschieden | ausgeschieden | ausgeschieden | ausgeschieden | 17   |
| Jeremiah Vaille                                            | Einzel      | –             | –             | –             | –             | –             | –             | 56:58,99 min  | 17            | 17   |
| Jeremiah Vaille                                            | Sprint      | 3:12,19 min   | 18            | 3:05,73 min   | 5             | ausgeschieden | ausgeschieden | ausgeschieden | ausgeschieden | 19   |
| Mädchen                                                    |             |               |               |               |               |               |               |               |               |      |
| Samantha Paisley                                           | Einzel      | –             | –             | –             | –             | –             | –             | 1:18:40,08 h  | 20            | 20   |
| Samantha Paisley                                           | Sprint      | 3:56,44 min   | 14            | 3:48,55 min   | 5             | ausgeschieden | ausgeschieden | ausgeschieden | ausgeschieden | 16   |
| Grace Staberg                                              | Einzel      | –             | –             | –             | –             | –             | –             | 1:03:21,24 h  | 7             | 7    |
| Grace Staberg                                              | Sprint      | 3:53,25 min   | 12            | 3:49,58 min   | 4             | ausgeschieden | ausgeschieden | ausgeschieden | ausgeschieden | 15   |
| Mixed                                                      |             |               |               |               |               |               |               |               |               |      |
| Grace Staberg Jeremiah Vaille Samantha Paisley George Beck | Staffel     | –             | –             | –             | –             | –             | –             | 39:07 min     | 6             | 6    |

### Skilanglauf
| Athleten            | Wettbewerbe     | Qualifikation | Qualifikation | Viertelfinale | Viertelfinale | Halbfinale    | Halbfinale    | Finale        | Finale        | Rang   |
| Athleten            | Wettbewerbe     | Zeit          | Rang          | Zeit          | Rang          | Zeit          | Rang          | Zeit          | Rang          | Rang   |
| ------------------- | --------------- | ------------- | ------------- | ------------- | ------------- | ------------- | ------------- | ------------- | ------------- | ------ |
| Jungen              |                 |               |               |               |               |               |               |               |               |        |
| Brian Bushey        | 10 km klassisch | –             | –             | –             | –             | –             | –             | 28:12,6 min   | 13            | 13     |
| Brian Bushey        | Sprint Freistil | 3:33,18 min   | 44            | ausgeschieden | ausgeschieden | ausgeschieden | ausgeschieden | ausgeschieden | ausgeschieden | 44     |
| Brian Bushey        | Langlauf-Cross  | 4:35,68 min   | 28            | –             | –             | 4:35,33 min   | 9             | ausgeschieden | ausgeschieden | 26     |
| Will Koch           | 10 km klassisch | –             | –             | –             | –             | –             | –             | 27:29,5 min   | 3             | Bronze |
| Will Koch           | Sprint Freistil | 3:22,98 min   | 17            | 3:26,22 min   | 4             | ausgeschieden | ausgeschieden | ausgeschieden | ausgeschieden | 17     |
| Will Koch           | Langlauf-Cross  | 4:17,33 min   | 3             | –             | –             | 4:17,07       | 1             | 4:15,07 min   | 4             | 4      |
| Kai Mittelsteadt    | 10 km klassisch | –             | –             | –             | –             | –             | –             | 30:38,0 min   | 48            | 48     |
| Kai Mittelsteadt    | Sprint Freistil | DNS           | DNS           | DNS           | DNS           | DNS           | DNS           | DNS           | DNS           | DNS    |
| Kai Mittelsteadt    | Langlauf-Cross  | 4:44,09 min   | 47            | –             | –             | ausgeschieden | ausgeschieden | ausgeschieden | ausgeschieden | 47     |
| Mädchen             |                 |               |               |               |               |               |               |               |               |        |
| Kendall Kramer      | 5 km klassisch  | –             | –             | –             | –             | –             | –             | 14:36,3 min   | 3             | Bronze |
| Kendall Kramer      | Sprint Freistil | 2:54,44 min   | 22            | 2:55,80 min   | 5             | ausgeschieden | ausgeschieden | ausgeschieden | ausgeschieden | 25     |
| Kendall Kramer      | Langlauf-Cross  | 5:09,65 min   | 14            | –             | –             | 5:08,51 min   | 6             | ausgeschieden | ausgeschieden | 16     |
| Sydney Palmer-Leger | 5 km klassisch  | –             | –             | –             | –             | –             | –             | 14:43,3 min   | 4             | 4      |
| Sydney Palmer-Leger | Sprint Freistil | 2:52,98 min   | 18            | 2:55,53 min   | 2             | 2:52,17 min   | 6             | ausgeschieden | ausgeschieden | 11     |
| Sydney Palmer-Leger | Langlauf-Cross  | 5:01,58 min   | 8             | –             | –             | 4:52,62 min   | 2             | 4:49,31 min   | 4             | 4      |
| Nina Seemann        | 5 km klassisch  | –             | –             | –             | –             | –             | –             | 16:21,1 min   | 35            | 35     |
| Nina Seemann        | Sprint Freistil | 3:01,25 min   | 35            | ausgeschieden | ausgeschieden | ausgeschieden | ausgeschieden | ausgeschieden | ausgeschieden | 35     |
| Nina Seemann        | Langlauf-Cross  | 5:10,26 min   | 16            | –             | –             | 5:06,07 min   | 6             | ausgeschieden | ausgeschieden | 17     |

### Skispringen
| Athleten                                              | Wettbewerb                 | 1. Durchgang | 1. Durchgang | 1. Durchgang | 2. Durchgang | 2. Durchgang | 2. Durchgang | Gesamt | Gesamt |
| Athleten                                              | Wettbewerb                 | Weite        | Punkte       | Rang         | Weite        | Punkte       | Rang         | Punkte | Rang   |
| ----------------------------------------------------- | -------------------------- | ------------ | ------------ | ------------ | ------------ | ------------ | ------------ | ------ | ------ |
| Jungen                                                |                            |              |              |              |              |              |              |        |        |
| Erik Belshaw                                          | Normalschanze              | 82,0 m       | 102,2        | 16           | 75,5 m       | 93,8         | 24           | 196,0  | 22     |
| Landon Lee                                            | Normalschanze              | 68,0 m       | 73,1         | 32           | 67,5 m       | 76,4         | 31           | 149,5  | 32     |
| Mädchen                                               |                            |              |              |              |              |              |              |        |        |
| Annika Belshaw                                        | Normalschanze              | 68,5 m       | 90,5         | 20           | 66,0 m       | 73,4         | 21           | 163,9  | 21     |
| Paige Jones                                           | Normalschanze              | 68,0 m       | 82,2         | 23           | 70,5 m       | 70,9         | 22           | 153,1  | 23     |
| Mixed                                                 |                            |              |              |              |              |              |              |        |        |
| Alexa Brabec Niklas Malacinski Paige Jones Landon Lee | Teamspringen Normalschanze | 280,0 m      | 353,9        | 10           | 265,5 m      | 323,2        | 11           | 677,1  | 11     |

### Snowboard
| Athleten         | Wettbewerbe | Qualifikation | Qualifikation | Finale        | Finale        | Rang |
| Athleten         | Wettbewerbe | Punkte        | Rang          | Punkte        | Rang          | Rang |
| ---------------- | ----------- | ------------- | ------------- | ------------- | ------------- | ---- |
| Jungen           |             |               |               |               |               |      |
| Will Healy       | Big Air     | 70,25         | 10            | 128,00        | 6             | 6    |
| Will Healy       | Slopestyle  | 14,33         | 18            | ausgeschieden | ausgeschieden | 18   |
| Jack Coyne       | Big Air     | DNS           | DNS           | DNS           | DNS           | DNS  |
| Jack Coyne       | Halfpipe    | 69,00         | 8             | 76,00         | 5             | 5    |
| Jack Coyne       | Slopestyle  | 63,33         | 10            | 34,33         | 8             | 8    |
| Dusty Henricksen | Big Air     | 90,50         | 2             | 176,75        | 4             | 4    |
| Dusty Henricksen | Slopestyle  | 84,66         | 2             | 96,33         | 1             | Gold |
| Kolman Lecroy    | Halfpipe    | 82,33         | 5             | 42,33         | 10            | 10   |
| Mädchen          |             |               |               |               |               |      |
| Courtney Rummel  | Big Air     | 53,66         | 8             | DNS           | DNS           | DNS  |
| Courtney Rummel  | Slopestyle  | 41,75         | 8             | 53,25         | 7             | 7    |
| Ty Schnorrbusch  | Big Air     | 70,00         | 5             | 131,00        | 5             | 5    |
| Ty Schnorrbusch  | Slopestyle  | 61,75         | 3             | 59,75         | 6             | 6    |
| Tessa Maud       | Halfpipe    | 82,00         | 4             | 76,00         | 4             | 4    |

| Athleten                                                                             | Wettbewerbe                        | Vorrunde | Viertelfinale | Halbfinale    | Finale            | Rang |
| Athleten                                                                             | Wettbewerbe                        | Rang     | Rang          | Rang          | Rang              | Rang |
| ------------------------------------------------------------------------------------ | ---------------------------------- | -------- | ------------- | ------------- | ----------------- | ---- |
| Jungen                                                                               |                                    |          |               |               |                   |      |
| Theodore McLemore                                                                    | Snowboardcross                     | 4        | –             | 3             | Kleines Finale: 3 | 8    |
| Connor Schlegel                                                                      | Snowboardcross                     | 5        | –             | ausgeschieden | ausgeschieden     | 9    |
| Mädchen                                                                              |                                    |          |               |               |                   |      |
| Acy Craig                                                                            | Snowboardcross                     | 7        | –             | ausgeschieden | ausgeschieden     | 14   |
| Madeline Lochte-Bono                                                                 | Snowboardcross                     | 6        | –             | ausgeschieden | ausgeschieden     | 11   |
| Mixed                                                                                |                                    |          |               |               |                   |      |
| Mixed Team 11 Madeline Lochte-Bono Kayla Anna Lozáková Theodore McLemore Jakub Válek | Ski-/Snowboardcross Teamwettbewerb | –        | 4             | ausgeschieden | ausgeschieden     | 14   |